# Убийства в больнице Анн-Арбора
Убийства в больнице Анн-Арбора — серия из 10 убийств пациентов в результате несанкционированного введения им внутривенно препарата «Кураре Павулон» в больнице Управления по делам ветеранов (УДВ) в Анн-Арборе, штат Мичиган, в 1975 году. После обширного расследования ФБР по факту этих смертей медсёстры Филипина Нарцисо и Леонора Перес были обвинены в убийствах, но признаны виновными только по обвинению в отравлении и заговоре. Общественное мнение было против судебного преследования медсестёр на том основании, что у них могли быть только самые ничтожные мотивы для сговора с целью совершения таких чрезвычайно серьёзных преступлений, и дело было прекращено после того, как было назначено повторное судебное разбирательство.

## Убийства и судебное разбирательство
В течение нескольких месяцев 1975 года пациенты госпиталя ветеранов в Анн-Арборе, штат Мичиган, начали умирать от остановки дыхания. В течение одного двадцатиминутного периода в один день в середине августа трём пациентам потребовалась неотложная помощь для спасения их жизни, и руководитель анестезиологии, обнаружив, что они отреагировали на антидот парализующего препарата, вызвал ФБР. Следователи установили, что медсестра Филипина Нарцисо дежурила в соответствующем отделении во время каждого отравления, и пациент опознал её как медсестру, которая ввела что-то в его капельницу незадолго до того, как его дыхание внезапно остановилось.
Леонора Перес также была опознана другим пациентом как медсестра, которая ввела ему что-то в капельницу незадолго до остановки дыхания, но он, как и пациент, опознавший Нарсисо, умер до суда. Дело против Нарсисо и Перес было рассмотрено помощником генерального прокурора США Ричардом Делонисом. Помощник генерального прокурора США Ричард Делонис счёл дело «весьма косвенным», хотя адвокаты защиты посчитали доказательства достаточно убедительными. Присяжные рассмотрели только одно обвинение в убийстве, а остальные обвинения были связаны с отравлением.
Обе медсестры были иммигрантками, и судебный процесс был омрачен обвинениями в расизме. Один человек, который первоначально должен был стать главным свидетелем обвинения, назвал Перес и Нарсисо «косоглазыми сучками» и утверждал, что существует общенациональный заговор филиппинских медсестёр для убийства ветеранов. Расовая напряженность в то время также была высока из-за высокого уровня иммиграции в США из Азии.
Обе обвиняемых были медсёстрами, дежурившими во время отравлений. Обвинение подчеркивало постоянную близость обвиняемых к отравленным пациентам. Решающее доказательство было получено от родственника жертв, который сказал, что одна из медсестёр находилась в комнате и что-то делала с прикроватным оборудованием непосредственно перед тем, как пациент внезапно перестал дышать. Значение доказательств того, что подсудимые находились в палате незадолго до этого, заключалось в том, что инъекции павулона, по мнению экспертов обвинения, должны были быть сделаны всего за несколько минут до того, как жертвы испытали паралич и прекратили дышать. Нарцисо и Перес были оправданы по обвинению в убийстве, но обе медсестры были признаны виновными по трём пунктам обвинения в отравлении и сговоре с целью отравления.

### Приговор
Пасифико Маркос, президент Филиппинской медицинской ассоциации и младший брат президента Филиппин Фердинанда Маркоса, возглавил фонд защиты медсестёр и назвал приговор судебной ошибкой. В феврале следующего года судья отменил обвинительные вердикты .
Судебное дело Нарсисо и Перес стало центром внимания многих протестных групп и филиппинцев, которые объединились в своём осуждении и выразили поддержку двум медсёстрам.